# Фелікс Варбург
Фелікс Моріц Варбург (нім. Felix Moritz Warburg; 14 січня 1871, Гамбург, Німеччина — 20 жовтня 1937, Нью-Йорк, США) — німецький та американський фінансист єврейського походження. Старший партнер у фірмі «Kuhn, Loeb & Co», партнер в «M.M.Warburg & CO.», один із засновників «Джойнта».

## Життєпис
Народився в родини Мойсея Варбурга, німецького банкіра. Його братами були мистецтвознавець Абі, «батько Федеральної Резервної Системи США» Пол, директор родинного банку Варбургів Макс і теолог Фрідріх.
До США Фелікс переїхав у 1894. У цьому ж році він одружився з Фрідою Шифф, дочкою президента «Kuhn, Loeb & Co» Якоба Шиффа. Варбург став старшим партнером в компанії «Kuhn, Loeb & Co».
У 1910 він виділяв гроші на довгостроковий кредит для модернізації військово-промислового комплексу Великої Британії, в рамках законодавчого акту «Про модернізацію цивільного та військового флоту Великої Британії».
Фелікс Варбург став одним з творців Американського єврейського розподільчого комітету (Джойнт) спільно з Джейкобом Шиффом і Луїсом Маршаллом. Він прославився як активний філантроп і лідер американської єврейської громади в перших десятиліттях XX століття. Варбург сприяв розвитку єврейських поселень в Ерец Ісраель, надавав підтримку Палестинській економічній корпорації та Єврейському університету в Єрусалимі, брав участь у розширенні Єврейського агентства.
У 1927 Фелікс Варбург відвідав СРСР, як один з керівників проекту «Агро-Джойнт». Він побував у 40 єврейських поселеннях в Україні і в Криму.

## Родина
У Фелікса було 4 сини — Фредерік Маркус, Геральд Фелікс, Пол Фелікс та Едвард Мортімер, а також дочка Карола, яка у 1916 вийшла заміж за Вальтера Натана Ротшильда.